# Malthodes hikosanus
Malthodes hikosanus is een keversoort uit de familie soldaatjes (Cantharidae). De wetenschappelijke naam van de soort werd in 1988 gepubliceerd door Takakura.